# The Maiden Tribute of Modern Babylon
The Maiden Tribute of Modern Babylon var en artikelserie om barnprostitution som publicerades i den brittiska nyhetstidningen Pall Mall Gazette i juli 1885. Serien skrevs av journalisten William Thomas Stead och har beskrivits som en av den viktorianska journalismens mest berömda. 
Artiklarna beskrev hur barn, specifikt flickor, utnyttjades inom den dåvarande sexhandeln i Storbritannien, främst det då vanligt förekommande när flickor, ofta barn så unga som tretton, lurades eller tillfångatogs av bordeller som sedan sålde deras sexuella oskuld till förmögna manliga sexkunder, som sedan utsatte dem för våldtäkt. Bordellägarna beskrev uttryckligen transaktionen som våldtäkt på barnen, som ofta inte förstod vad som skedde. Artiklarna använde sensationella rubriker som "The Violation of Virgins" och "Strapping Girls Down". En av de mest omtalade artiklarna var Fallet Eliza Armstrong. I detta arrangerade Stead, som en del av sin undersökande journalistik, försäljningen av den trettonåriga Eliza Armstrong till en bordell, och låtsades där köpa hennes oskuld, för att demonstrera ett vanligt fenomen. Undersökningen gjordes i samarbete med  Josephine Butler och frälsningsarmén. 
Serien agiterade för lagstiftning mot främst fem fenomen: 
1. Försäljning, köpt och våldtäkt på barn.
2. Inköp av oskulder.
3. Att lura in kvinnor i prostitution mot deras vilja.
4. Den internationella vita slavhandeln.
5. Övergrepp, brutalitet och onaturliga brott.

Artikelserien väckte enormt uppseende och orsakade en skandal i Storbritannien, och den allmänna opinionen vändes mot sexköp av barn. Vid samma tidpunkt drev den  Sociala renhetsrörelsen under Ellice Hopkins, frälsningsarmén och International Abolitionist Federation under Josephine Butler en kampanj mot barnprostitution. Artikelserien vände opinionen till ett stöd för denna kampanj, och parlamentet röstade samma år igenom Criminal Law Amendment Act of 1885, som höjde gränsen för sexuellt samtycke från tretton till sexton år och stärkte skyddet för kvinnor och barn som tvingades in i prostitution mot sin vilja. 